# Christophe Cheval
Pour les articles homonymes, voir Cheval (homonymie).
Christophe Cheval  est né le 25 février 1971 à Somain (Nord). Il a été un sprinter français spécialisé dans le 200 mètres.

## Carrière
Aux Championnats d'Europe 1998, il arriva jusqu'en finale et termina sixième du 200 mètres et remporta la médaille d'argent au relais 4 × 100 mètres avec Thierry Lubin, Frédéric Krantz et Needy Guims.
Aux Jeux olympiques de Sydney en 2000, Cheval, Krantz, Guims et David Patros terminèrent cinquièmes au relais 4 × 100 mètres.
Son record personnel sur sa discipline de prédilection est de 20 s 41 réalisé en juillet 1998 à Dijon.
Il s'est reconverti depuis comme entraîneur de jeunes et éducateur sportif.

### Dopage
En 2001, Cheval est condamné par la FFA pour dopage à la nandrolone lors des championnats du monde d'Edmonton à une disqualification de 2 ans.
Christophe Cheval avait pris un complément alimentaire qui normalement aurait dû contenir un sucre rapide (hydrate de carbone), mais une notice ne mentionnait pas la présence d'un produit pouvant induire un contrôle positif. Il est alors pénalisé d'un arrêt de 2 ans de compétition. <réf. par interview directe de Christophe Cheval>. 
Un cas postérieur de dopage à la nandrolone est révélé en décembre 2001 par le laboratoire de Châtenay-Malabry. Ce cas de dopage eut pour conséquence l'annulation des points obtenus par Cheval lors de la Coupe d'Europe des nations 2001 où il avait terminé à la quatrième place du 200 m et du relais 4 × 100 m. La France avait terminé deuxième avec 97 points, fut rétrogradée à la sixième place avec 87 points. À la suite de ces deux cas avérés de dopages, Cheval risquait une suspension à vie, mais la FFA n'a pas considéré qu'il y avait récidive et a maintenu la suspension de deux ans.

## Palmarès
Principales victoires : 22 sélections internationales, 7 fois champion de France sur 200 m, 2 fois vice-champion de France sur 100m, vice-champion d'Europe sur 4 × 100 m, sélection aux Jeux olympiques d'Atlanta sur 4 × 100 m, 5e aux Jeux olympiques de Sydney sur 4 × 100 m, champion de France 2011 vétérans sur 200 m.
Meilleures performances : 10 s 21 sur 100 m (1998) et 20 s 41 sur 200 m (1998)